# Fortăreața digitală
Fortăreața digitală (engleză: „Digital Fortress”) este primul roman publicat al autorului american Dan Brown.

## Sinopsis
Atunci când supercomputerele unei agenții americane mai puțin cunoscute marelui public, NSA (National Security Agency), găsesc un cod imposibil de descifrat, frumoasa matematiciană Susan Fletcher este chemată în ajutor. Ea va afla curând că puternica NSA este ținută ostatică într-o adevarată „fortăreață digitală” de un virus care, dacă nu va fi oprit la timp, riscă să distrugă toate computerele administrației americane și să producă pagube ce nu vor putea fi reparate nicicând. Prinsă într-o cursă contra cronometru pentru salvarea Serviciilor Secrete americane, Susan Fletcher e nevoită să se strecoare printr-o rețea insidioasă de conspirații și secrete, aflând că trebuie să evite, dacă mai e cu putință, iminentul dezastru mondial.

## Personaje
- Susan Fletcher - Criptograf-șef; este protagonista.
- Commander Trevor Strathmore - Șeful departamentului de criprografie („Crypto”) și Diretor-adjunct al NSA; este principalul antagonist al romanului.
- David Becker - Logodnicul lui Susan Fletcher.
- Ensei Tankado - Fost angajat NSA.
- North Dakota (sau NDAKOTA) - Un complice ficțional al lui Ensei Tankado.
- Hulohot - Un asasin NSA.
- Midge Milken - Șeful securității interne al NSA.
- Phil Chartrukian - Tehnician al sistemului de securitate.
- Jabba - Ofițer senior care a dezvoltat Gauntlet, un software anti-virus.
- Soshi Kuta - Șef după Jabba.
- Greg Hale - Un angajat al „Crypto”.
- Leland Fontaine - Directorul NSA.
- Chad Brinkerhoff - Asistentul directorului.
- Coliander, Smith - Agenți ai NSA trimiși în Spania ca să-l păzească pe Hulohot.